# Tandemstafetten

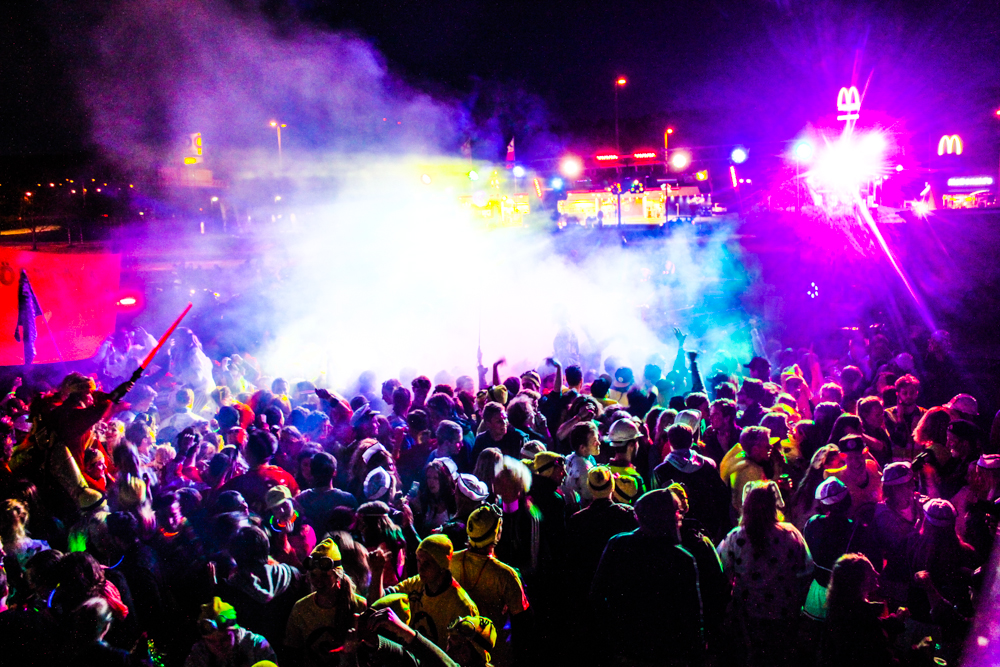
Lundastudenter som discodansar på IKEA Kållereds parkering 9 maj 2015

Tandemstafetten är en, över åren sporadiskt återkommande, studentikos tävling på tandemcyklar mellan Göteborg och Lund där omkring 1000 studenter deltar. Den allra första Tandemstafetten kördes 7-8 maj 1971 och lockade åtta lag, varv fyra från Lund och fyra från Göteborg. Inspirationen till loppet fick Hallands Nation i Göteborg, efter att de flera gånger hade kommit sist i Solastafetten och enligt egen utsaga tröttnat på "proffseriet" där.  Ursprungstanken bakom Tandemstafetten var inte att det skulle vara en tävling, utan en trevlig motionsrunda i maklig takt utan tävlingshets. Därav existerar sedan 1970-talet priset för det lag som cyklar sträckorna närmast den hemliga idealtiden. Som ska motsvara hur lång tid det tar att cykla Göteborg till Lund i motionstakt.  Stafetten har organiserats av Idrottskollegiet i Lund och har normalt gått av stapeln i mitten av maj. Stafetten kördes tidigare vartannat år i omvänd riktning.
Numera körs den av de flesta studentnationer i Lund och även av sektioner på LTH eller av kårer. Tävlingen går till så att man startar från Lund i en buss och kör till Göteborg. Ungefär klockan 18 samlas alla deltagare på Götaplatsen i Göteborg och visar upp sig för varandra och sjunger hejarramsor. Klockan 20:30 går starten och första sträckan brukar traditionellt cyklas av qurator eller motsvarande tillsammans med proqurator eller motsvarande. Resan går via IKEA Kållered, Falkenberg, Båstad, Hallandsåsen och Söderåsen till Lund. I Varberg (tidigare på parkeringen till IKEA i Kållered och i Falkenberg) är det discodans. Priser delas ut till det lag som ligger närmast en hemlig idealtid, Stora och Lilla Bergshackan till de lag som är snabbast över Hallandsåsen respektive Söderåsen, sprintpris snabbaste laget på delsträckan innan Båstad, Supporterpris samt Strulpris till lag som får mycket problem med cyklar, lag eller bussar. Väl i Lund avslutar Tandemgeneralerna med att köra sista sträckan in till Lundagård där de tävlande sedan traditionsenligt har badat i fontänen framför Universitetshuset, vilket numera är förbjudet.
Vinnare genom åren:
| År   | Supporterpriset     | Lilla Bergshackan | Stora Bergshackan        | Strulpriset            | Idealpriset          | Sprintpriset   |
| ---- | ------------------- | ----------------- | ------------------------ | ---------------------- | -------------------- | -------------- |
| 2025 | Hallands Nation     | Corpus Medicum    | TLTH (I,W,A Sektionen)   | LUNA                   | Juridiska Föreningen | Corpus Medicum |
| 2024 | Hallands Nation     | Corpus Medicum    | Juridiska Föreningen     | LundaEkonomerna        | Västgöta Nation      |                |
| 2023 | Hallands Nation     | Östgöta Nation    | TLTH (I,A,ING Sektionen) | Sydskånska Nationen    | Malmö Nation         |                |
| 2019 | Malmö Nation        | Västgöta Nation   | Västgöta Nation          | LundaEkonomerna        | Lunds Nation         |                |
| 2017 | Hallands Nation     | Corpus Medicum    | Västgöta Nation          | Wermlands & Kalmars    | Göteborgs Nation     |                |
| 2016 | Corpus Medicum      | Östgöta Nation    | Västgöta Nation          | Sydskånska Nationen    | Helsingkrona Nation  |                |
| 2015 | Hallands Nation     | Blekingska Nation | TLTH                     | Malmö Nation           | Corpus Medicum       |                |
| 2013 | Hallands Nation     | Corpus Medicum    | Blekingska nationen      | TLTH (E,A,V Sektionen) | Samhällsvetarkåren   |                |
| 2012 | Malmö Nation        |                   |                          | Lunds Nation           | Östgöta Nation       |                |
| 2011 | Västgöta Nation     |                   |                          |                        |                      |                |
| 2009 | Hallands Nation     |                   |                          |                        |                      |                |
| 2008 | Hallands Nation     |                   |                          |                        | Wermlands Nation     |                |
| 2007 | Helsingkrona Nation |                   | Hallands Nation          |                        |                      |                |
| 2005 | Helsingkrona Nation |                   |                          |                        |                      |                |
| 2004 |                     |                   |                          |                        | Wermlands Nation     |                |
| 2003 |                     |                   |                          |                        | Wermlands Nation     |                |
| 2002 |                     |                   |                          |                        | Wermlands Nation     |                |

## Idrottskollegiet
Tandemstafetten ordnas av idrottskollegiet (IK) i Lund som är ett underkollegium till Kuratorskollegiet. IK består av ett presidium och nationernas sport- idrott- och frilufts-förmän. Tandemstafetten planeras till största del av IKs presidium. 

### Idrottskollegiets presidium
| Mandatperioder | Ordförande        | Vice Ordförande | Vice Ordförande | Vice Ordförande |
| -------------- | ----------------- | --------------- | --------------- | --------------- |
| VT 2025        | Vilgot Landström  | Anton Strand    | Arvid Sköld     | Pontus Frising  |
| HT 2024        | Vakant            | Vakant          |                 |                 |
| VT 2024        | Timothy Morrison  | Charles Batiste | Gerrit Krönert  | Hedvig Leijon   |
| 2023           | Elise Nissen Dela | Alexander Norén |                 |                 |

## Affischer
Under åren har arrangemanget marknadsförts på olika sätt, bland annat med affischer. Här är ett exempel från mitten av 1980-talet med Bob Kerr's Whoopee Band som dragplåster:

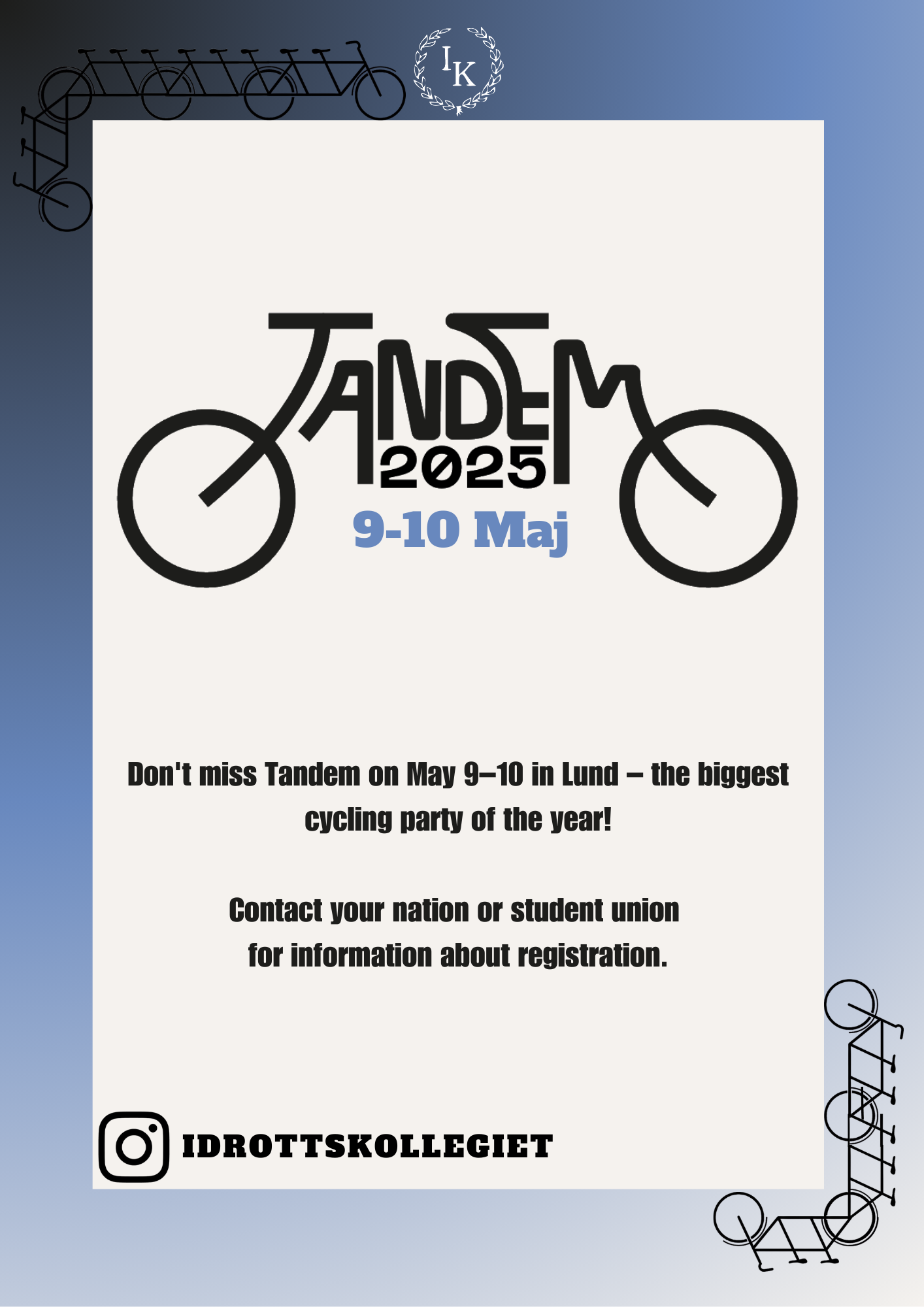
Affisch till Tandemstafetten 2025

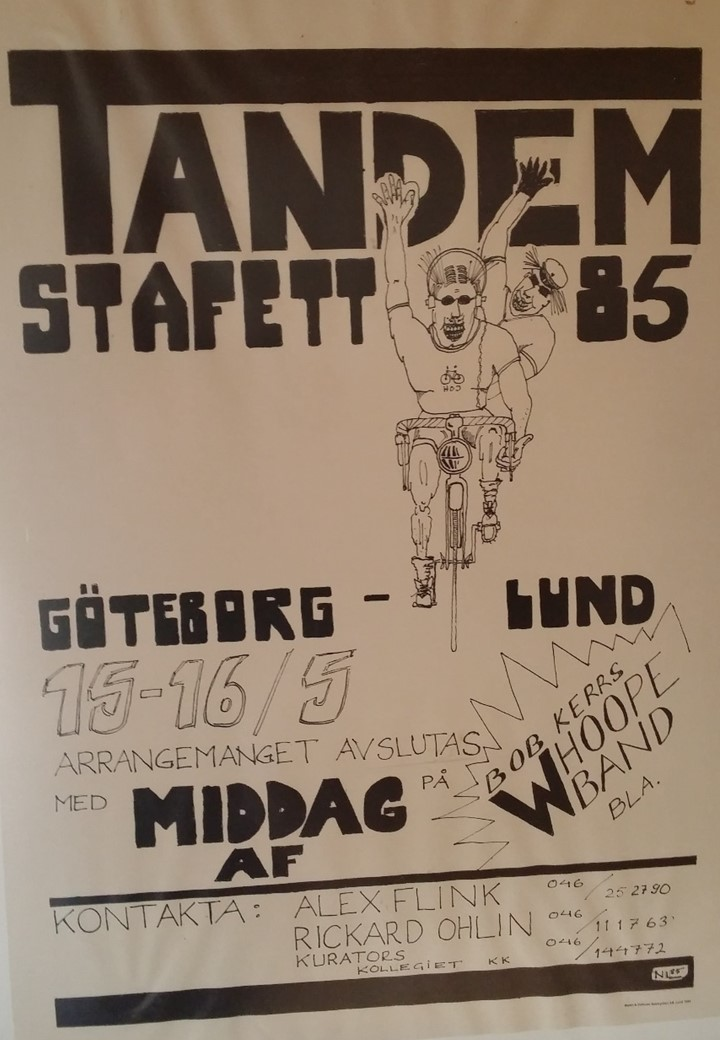
Tandemaffich 1985